# Alfons Oswald
Alfons Oswald (* 8. Februar 1903 in Norsingen; † 25. Mai 1969 in Freiburg im Breisgau) war ein  deutscher Landrat im Nationalsozialismus im besetzten Polen. Im Distrikt Krakau war er als Kreishauptmann und im Distrikt Radom als leitender Mitarbeiter der Distriktverwaltung an der Organisation des Holocaust beteiligt. In der Bundesrepublik Deutschland wurde er langjähriger Landrat in den Kreisen Säckingen, Emmendingen und Freiburg.

## Leben
Alfons Oswald studierte von 1921 bis 1924 in Tübingen, Hamburg und Freiburg Nationalökonomie und Rechtswissenschaften. 1924 wurde er Mitglied der katholischen Studentenverbindung K.D.St.V. Wildenstein Freiburg im Breisgau. Das Studium musste er aus wirtschaftlichen Gründen unterbrechen und konnte es erst ab 1925 fortsetzen und 1928 die erste juristische Staatsprüfung ablegen, 1931 die zweite. Zum 1. April 1934 wurde er Regierungsrat in Neustadt im Schwarzwald, 1936 wurde er nach Donaueschingen versetzt. Am 26. November 1937 beantragte er die Aufnahme in die NSDAP und wurde rückwirkend zum 1. Mai desselben Jahres aufgenommen (Mitgliedsnummer 5.147.836), 1939 kam es zu einem Parteigerichtsverfahren, das am 17. Februar 1943 eingestellt wurde.
Mit Einrichtung des Generalgouvernements in Polen war er ab September 1939 zunächst Landkommissar im Kreis Dębica im Distrikt Krakau und war dort vom 15. Dezember 1939 bis 22. Juni 1941 Kreishauptmann, sein Distriktgouverneur war Otto Wächter. Danach war er bis Dezember 1943 in der inneren Verwaltung im Distrikt Radom unter dem Distriktgouverneur Ernst Kundt. Danach wurde er zur Wehrmacht eingezogen. Im Jahr 1945 war er in Kriegsgefangenschaft.
Oswald hat sich an seinem Wohnort Radom am 7. August 1942 für den Verbleib einer jüdischen Handwerkerfamilie in der Stadt eingesetzt, da sie für ihn sehr zufriedenstellend gearbeitet hatte, und sah gleichzeitig zu, wie das kleine und am 16. August 1942 das große Ghetto in Radom geräumt wurden und 20.000 Juden in das Vernichtungslager Treblinka deportiert wurden. Zwei Monate vorher hatte sich Oswald als stellvertretender Distriktgouverneur beschwert, dass die Aktion Reinhardt im Distrikt Radom „erst“ im August 1942 beginne und sein Distrikt bei der Judenumsiedlung in den Distrikt Lublin ins Hintertreffen geraten sei, dort lag das Vernichtungslager Belzec.
Über die Entnazifizierung Oswalds ist nichts bekannt, zugute kam ihm bei seiner raschen Wiederverwendung, dass es zu dem aktenkundigen Konflikt mit der NSDAP gekommen war. Ab dem 1. Januar 1946 war er Landrat im Landkreis Säckingen, ab dem 7. Januar 1949 Landrat im Landkreis Emmendingen, vom 1. Juni 1953 bis 1968 Landrat im Landkreis Freiburg. Seit November 1953 war Oswald Mitglied der CDU. Mit dem Eintritt in den Ruhestand 1968 erhielt er das Große Bundesverdienstkreuz. In Ehrenkirchen-Norsingen ist eine Straße nach ihm benannt.
Ein Verfahren wegen uneidlicher Falschaussage im Zusammenhang mit den nach 1959 eingeleiteten Ermittlungsverfahren wegen der Beteiligung der Kreishauptleute an den NS-Verbrechen im besetzten Polen wurde 1965 bei der Staatsanwaltschaft Freiburg wegen Verjährung eingestellt.